# Matilde II di Boulogne
Matilde di Dammartin o di Boulogne, nota come Matilde II, in francese Mathilde de Dammartin, in inglese Matilda II, Countess of Boulogne, in tedesco Mathilde von Boulogne, in olandese Mathildis II van Boulogne, in spagnolo Matilde de Dammartíne in portoghese Matilde II de Bolonha (ultimo decennio del XII secolo – 14 gennaio 1259) fu contessa consorte di Aumale (1214 al 1234) e contessa di Dammartin e di Boulogne dal 1223 alla sua morte; fu inoltre regina consorte di Portogallo (1248-1253).

## Origine
Secondo il Willelmi Chronica Andrensis Matilde era figlia del conte di Aumale, di Mortain e di Boulogne Rinaldo di Dammartin (Rinaldi) e della contessa di Boulogne Ida di Lorena o Ida delle Fiandre, che, secondo la Flandria Generosa (Continuatio Bruxellensis), era la figlia primogenita del conte di Boulogne Matteo di Lorena e della sua prima moglie, la Contessa di Boulogne Maria, che, sia secondo la Flandria Generosa (Continuatio Claromariscensis) che secondo il cronista e monaco benedettino inglese Matteo di Parigi, Maria era figlia del re d'Inghilterra Stefano di Blois (Mariam filiam Stephani regis Anglie) (filia regis Stephani), quindi era figlia del conte di Mortain, duca di Normandia e re d'Inghilterra Stefano di Blois e della contessa di Boulogne Matilde I, che, secondo la Genealogica comitum Buloniensium, era l'unica figlia del conte di Boulogne Eustachio III e della moglie, Maria di Scozia, che secondo il monaco e cronista inglese Orderico Vitale, era sorella del re di Scozia Edgardo di Scozia e figlia del re di Scozia Malcolm III e della sua seconda moglie, Margherita del Wessex (Ungheria, 1045 – 16 novembre 1093), che secondo il The Chronicles of Florence of Worcester with two continuations era figlia del principe Edoardo (figlio del re d'Inghilterra Edmondo II, che, secondo Orderico Vitale, discendeva da Alfredo il Grande e quindi dal primo re d'Inghilterra, Egberto del Wessex) e di Agata, che, sempre secondo il The Chronicles of Florence of Worcester with two continuations era nipote dell'imperatore del Sacro Romano Impero Enrico II (daughter of the brother of Emperor Henry), mentre secondo la Chronica Albrici Monachi Trium Fontium era la sorella della regina d'Ungheria (Agatham regine Hunorem sororem), mentre per Orderico Vitale era figlia del re d'Ungheria; Margherita era la sorella di Edgardo Atheling, ultimo discendente del Casato dei Wessex e pretendente alla corona d'Inghilterra.
Secondo il Anonymi Continuatio appendicis Roberti de Monte ad Sigebertum, Rinaldo di Dammartin (filius eius Reginaldus Comes Boloniæ) era figlio di Alberico II di Dammartin (Albericus Dammartini Comes), nato nella prima metà del XII secolo e morto nel 1200, conte di Dammartin e signore di La Ferté-Alais e di Matilde di Clermont, come ci viene confermato dal documento n° CLX della Histoire de l'église de Meaux, che secondo il documento n° CCLXII del Cartulaire de l'abbaye de Notre-Dame d'Ourscamp, era la sorella di Rodolfo, conte di Clermont, quindi figlia del conte Rinaldo II e della sua seconda moglie, Clemenza.

## Biografia

Blasone della famiglia Dammartin

Nel 1214 suo padre Rinaldo fu al fianco dell'imperatore Ottone IV, che, alleatosi con il re d'Inghilterra Giovanni Senza Terra, guidava una coalizione contro l'esercito francese e che, il 27 luglio 1214, fu severamente sconfitto dalle truppe del re di Francia Filippo Augusto alla battaglia di Bouvines, dove Rinaldo, che si era invano opposto a quell'attacco sconsiderato, fu preso prigioniero dai francesi, che lo arrestarono e lo imprigionarono nel castello di Goulet, dove sarebbe morto dopo circa tredici anni.
 Il re di Francia, Filippo Augusto prese il controllo diretto della contea di Boulogne e nel 1216, secondo un contratto stipulato a Compiègne, nel 1201 e rinnovato a maggio del 1210 a Saint-Germain-en-Laye fece sposare l'unica figlia di Rinaldo di Dammartin, Matilde, erede della contea di Boulogne con suo figlio, Filippo Hurepel (1200-1234), avuto dalla terza moglie, Agnese di Merania; questo matrimonio ci viene confermato dal Willelmi Chronica Andrensis.
Alla morte di Filippo Augusto, nel 1223, Luigi VIII divenne re di Francia e la contea di Dammartin fu riconsegnata a Matilde e Filippo Hurepel, mentre la contea di Boulogne fu amministrata da loro in nome del re, in quanto investiti del feudo di Boulogne. Approfittando del periodo di pace, che ridiede prosperità alla contea, Matilde e Filippo restaurarono e migliorarono le fortificazioni esistenti e ne fecero costruire di nuove, come conferma il Willelmi Chronica Andrensis.
Bianca di Castiglia nel 1226, alla morte del marito, il re di Francia Luigi VIII, era divenuta reggente del regno in quanto tutrice del figlio minorenne, Luigi il Santo e anche quando Luigi divenne maggiorenne Bianca rimase la sua principale consigliera. e l'anno dopo (1227), quando Rinaldo morì nel carcere in cui era rinchiuso da circa tredici anni, suicidandosi nel carcere di Goulet, come confermano le Europäische Stammtafeln, vol.III, 649 (non consultate), Maria e Filippo divennero conti titolari, anche delle contee di Boulogne e di Dammartin.
Nel 1234, secondo il Willelmi Chronica Andrensis, Filippo Hurepel morì lasciando Matilde vedova e un'unica erede, Giovanna e fu sepolto nella basilica di Saint-Denis accanto al padre Filippo Augusto e al fratello Luigi VIII.
Il documento XCVIII del Cartulaire de l'abbaye de Sainte-Hoïlde conferma una donazione fatta da Matilde con la figlia Giovanna in suffragio dell'anima di Filippo Hurepel nell'aprile del 1239.
Bianca di Castiglia, cognata di Matilde, gli combinò il matrimonio con il figlio di sua sorella Urraca di Castiglia, il secondogenito del re del Portogallo Sancho II Alfonso, che da alcuni anni viveva in Francia.
Alfonso sposò Matilde nel 1235, divenendo conte consorte di Boulogne e il cronista Rodrigo Jiménez de Rada, nel suo De Rebus Hispaniæ, ricorda il matrimonio di Alfonso, secondogenito del re Alfonso (Aldefonsum, secundum filio Aldefonsum) e Matilde (Matillam nomine de partibus Franciæ, Boloniæ Comitissam).
Il documento 2947, del novembre del 1241 delle Layettes du trésor des chartes : de l'année 1224 à l'année 1246 conferma la posizione di Alfonso, conte di Boulogne, che, a Parigi, assiema a Matilde, concluse un trattato con la Contessa di Fiandra Giovanna I e il marito Tommaso di Savoia.
Nel 1237 la contea di Boulogne era divenuta vassalla della contea d'Artois concessa come patrimonio a Roberto I d'Artois, fratello di Luigi il Santo.
Nel 1243 il partito della destituzione (guidato dai prelati portoghesi) del re del Portogallo Sancho II cominciò a offrire la corona al marito di Matilde, Alfonso (fratello di Sancho II, che non aveva figli), e a proporlo come salvatore della patria.
A settembre del 1245 Alfonso, dopo che il papa Innocenzo IV lo aveva proclamato tutore del reame del Portogallo (vassallo del papa), a Parigi, accettò le condizioni dell'arcivescovo di Braga e, all'inizio del 1246, marciò su Lisbona, che gli aprì le porte.
Alfonso, pur governando il regno dal 1247, non privò il fratello della corona; divenne il re Alfonso III e Matilde divenne regina solamente il 4 gennaio 1248, dopo la morte del fratello Sancho II in esilio a Toledo.
Divenuto re di Castiglia Alfonso X, nel 1253, invase il Portogallo e si appropriò della regione dell'Algarve.
Alfonso III cedette ma, pur essendo ancora sposato con Matilde, riuscì a ottenere la mano della figlia illegittima di Alfonso X, Beatrice, con la clausola che quando il primo figlio della coppia avrebbe compiuto sette anni, l'Algarve sarebbe tornato al Portogallo.
Alfonso III divorziò da Matilde, rinunciando ai suoi possedimenti francesi, e nello stesso anno sposò Beatrice; il matrimonio fu convalidato da papa Urbano IV, solo dopo la morte di Matilde.
Matilde, rimpianta perché il suo governo corrispose ad un periodo di pace e prosperità, morì nel gennaio del 1259; il Chronicon Savigniacense, Stephani Baluzii Miscellaneorum, Liber II, Collectio Veterum, cita la morte di Matilde (Matildis Comitissa Boloniæ), nel 1258.
Dei quattro figli, avuti dai due mariti, le erano premorti (secondo la storico, Patrick van Kerrebrouck, nel suo Les Capétiens, 987-1328, P. van Kerrebrouck, 2000, Alberico era ancora in vita e rinunciò a tutti i feudi francesi, per poter continuare a vivere in Inghilterra).
Si fecero avanti quattro pretendenti:
- un ramo della famiglia Dammartin, che alla morte di Filippo Hurepel, nel 1234, aveva già ricevuto la contea di Aumale[28].
- Enrico III di Brabante, nipote della zia di Matilde, Matilde d'Alsazia o di Lorena (la nonna di Enrico III)
- Adelaide di Brabante, figlia della zia di Matilde, Matilde d'Alsazia o di Lorena
- il re di Francia, Luigi IX il Santo, in quanto nipote di Filippo Hurepel.

Finalmente il Parlamento di Parigi si pronunciò, nel 1262, a favore di Adelaide di Brabante, vedova di Guglielmo X di Clermont, conte d'Alvernia.

## Discendenza
Matilde e Filippo ebbero due figli:
- Giovanna[22] (1219- 14 gennaio 1252, che, nel 1236 circa sposò Gaucher di Châtillon († Munyat Abu Abdallah, Egitto, 6 aprile 1251), signore di Montjay, senza discendenza.
- Alberico (1222- dopo il 1284, conte di Clermont, di Dammartin, e d'Aumâle che, secondo la storico, Patrick van Kerrebrouck, nel suo Les Capétiens, 987-1328, P. van Kerrebrouck, 2000, lasciò tutti i suoi titoli e possedimenti alla sorella, per potersi stabilire in Inghilterra.

Matilde e Alfonso ebbero due figli:
- Roberto (1239-morto giovane);
- Un secondo maschio (1240-morto giovane).

### Fonti primarie
- (LA)  Recueil des historiens des Gaules et de la France. Tome 12.
- (LA)  Recueil des historiens des Gaules et de la France. Tome 18.
- (LA)  Cartulaire de l'abbaye de Notre-Dame d'Ourscamp de l'ordre de Citeaux.
- (LA)  Cartulaire de l'abbaye de Sainte-Hoïlde.
- (LA)  Chronique de Robert de Torigni, abbé du Mont-Saint-Michel, vol I.
- (LA)  Layettes du trésor des chartes : de l'année 1224 à l'année 1246.
- (LA)  Florentii Wigorniensis Monachi Chronicon, Tomus II Continuatio.
- (EN)  The Chronicles of Florence of Worcester with two continuations.
- (LA)  Monumenta Germaniae Historica, Scriptores, tomus IX.
- (LA)  Monumenta Germaniae Historica, Scriptores, tomus XXIII.
- (LA)  Monumenta Germaniae Historica, Scriptores, tomus XXIV.
- (LA)  Ordericus Vitalis, Historia Ecclesiastica, vol. II.
- (LA)  Ordericus Vitalis, Historia Ecclesiastica, vol. unicum.
- (LA)  Ordericus Vitalis, Historia Ecclesiastica, vol. III.
- (LA)  Histoire de l'église de Meaux.
- (LA)  Chronicon Savigniacense, Stephani Baluzii Miscellaneorum, Liber II, Collectio Veterum.

### Letteratura storiografica
- Frederick Maurice Powicke, I regni di Filippo Augusto e Luigi VIII di Francia, cap. XIX, vol. V (Il trionfo del papato e lo sviluppo comunale) della Storia del mondo medievale, 1999, pp. 776–828
- Charles Petit-Dutaillis, Luigi IX il Santo, cap. XX, vol. V (Il trionfo del papato e lo sviluppo comunale) della Storia del mondo medievale, 1999, pp. 829–864
- Doris M. Stenton, Inghilterra, Enrico II, cap. III, vol. VI (Declino dell'impero e del papato e sviluppo degli stati nazionali) della Storia del Mondo Medievale, 1999, pp. 99–142.
- Frederick Maurice Powicke, Inghilterra: Riccardo I e Giovanni, cap. IV, vol. VI (Declino dell'impero e del papato e sviluppo degli stati nazionali) della Storia del Mondo Medievale, 1999, pp. 142–197.
- Edgar Prestage, Il Portogallo nel medioevo, cap. XVI, vol. VII (L'autunno del medioevo e la nascita del mondo moderno) della Storia del Mondo Medievale, 1999, pp. 576–610